# Éric Deshayes
Pour les articles homonymes, voir Deshayes.
Œuvres principales
- Au-delà du rock (2007)
- Kraftwerk (2014)

Eric Deshayes, né le 1er] août 1973, est auteur d'ouvrages sur le Krautrock et l'underground français des années 1970.

## Biographie
Eric Deshayes a écrit et conçu « l'intégralité du webzine Néosphères », « dédié au rock et aux musiques actuelles. ». Les principales rubriques du site sont consacrées au Krautrock (rock allemand des années 1970), à l'underground français des années 1970, et à la musique minimaliste.
La section Krautrock de Néosphères a donné la matière à l'ouvrage Au-delà du Rock, la vague planante, électronique et expérimentale allemande des années 1970 publié aux éditions Le Mot et le Reste en 2007. Au-delà du Rock est devenu un ouvrage de référence. Grégory Schneider le cite dans article Le grand virage krautrock de Bowie pour Libération comme étant une « remarquable encyclopédie du krautrock ». Dans son article sur CAN, également pour Libération, Bruno Pfeiffer écrit : « Je renvoie à Au-delà du Rock, la remarquable étude du Français Eric Deshayes sur le rock allemand » 
En 2008, il publie L'underground musical en France (éditions Le Mot et le Reste), co-écrit avec Dominique Grimaud, guitariste et ancien membre des groupes Camizole et Vidéo-Aventures. Le critique de jazz Francis Marmande écrit dans Le Monde : « Un livre de maniaques magnifiques - Eric Deshayes et Dominique Grimaud -, L'Underground musical en France [...], me rafraîchit la mémoire. » 
Dans la revue universitaire Volume!, The French journal of popular music studies, Romuald Émile rédige un compte-rendu du livre : « Le souci est donc de présenter une vision experte et cohérente d’un maelström musical où la notion d’underground est envisagée de façon globale, notamment dans son refus des circuits artistiques et commerciaux dominants. » 
Intervenant lors de conférences, il a participé, à l'Université de Bourgogne en 2008, aux journées d’étude sur les musiques actuelles. Ces journées d'études ont été suivies de la publication de Focus sur le rock en France (éditions Delatour, 2016), dirigée par le musicologue Philippe Gonin. Denis Perreaux en faisait le compte-rendu dans la revue Volume! : « La contribution d’Éric Deshayes nous présente les conditions socio-historiques et idéologiques qui ont permis l'émergence d’une démarche expérimentale dans le rock entre 1969 et 1979. »
Il a publié CAN Pop-Musik (éditions Le Mot et le Reste, 2013) et Kraftwerk (éditions Le Mot et le reste, 2014). En 2016, il a participé à l'ouvrage collectif Electrosound, sous la direction de Jean-Yves Leloup, avec l'article  « EMS et VCS3 : le son spatial des seventies », ouvrage édité dans le cadre de l'exposition Electrosound à la Fondation EDF à Paris en 2016.
Reconnu comme spécialiste français du Krautrock, par ses ouvrages publiés aux éditions Le Mot et le Reste, Eric Deshayes a été interviewé par le magazine Gonzaï en ouverture de son numéro spécial Krautrock d'avril-mai 2019. 
Son premier ouvrage Au-delà du Rock a été réédité, mis à jour, aux éditions Le Mot et le Reste en 2021. L'ouvrage Kraftwerk a été réédité en 2024.

## Publications
- 2007 : Au-delà du Rock, la vague planante, électronique et expérimentale en France des années 1970, Le Mot et le Reste.
- 2008 : L'underground musical en France, Eric Deshayes et Dominique Grimaud, Le Mot et le Reste.
- 2013 : CAN Pop-Musik, Le Mot et le Reste.
- 2013 : L'underground musical en France, Eric Deshayes et Dominique Grimaud, nouvelle édition, Le Mot et le Reste.
- 2014 :  Kraftwerk, Le Mot et le reste.
- 2016 :  « Rock expérimental, dix années de disques en France : 1969-1979 », in Philippe Gonin (dir.), Focus sur le Rock en France, éditions Delatour, pp. 29-57.
- 2016 :  « EMS et VCS3 : le son spatial des seventies », in Jean-Yves Leloup (dir.), Electrosound, Le Mot et le Reste.
- 2021 : Au-delà du Rock, la vague planante, électronique et expérimentale en France des années 1970, nouvelle édition mise à jour, Le Mot et le Reste.